# Ochna katangensis
Ochna katangensis är en tvåhjärtbladig växtart som beskrevs av De Wild.. Ochna katangensis ingår i släktet Ochna och familjen Ochnaceae. Inga underarter finns listade i Catalogue of Life.